# Mahmud di Ghazna
Yamīn al-Dawla Abū l-Qāṣim Maḥmūd ibn Sebüktegīn, (in persiano یمین‌الدوله ابوالقاسم محمود بن سبکتگین‎), più brevemente conosciuto come Maḥmūd di Ghazna (in persiano محمود غزنوی‎) (Ghazni, 2 novembre 971 – Ghazni, 30 aprile 1030), è stato un re turco naturalizzato afghano.
Ritenuto il più importante tra i sultani della città di Ghazni, grazie alle sue conquiste il regno si espanse fino a diventare un impero che comprendeva gli attuali Afghanistan, Pakistan e India nordoccidentale.

## Antefatti
Il padre di Maḥmūd, Sabuktigīn, era di origine turca. Il dominio islamico a cavallo del primo millennio era suddiviso in vari potentati, dei quali quello più orientale era costituito dalla dinastia dei Samanidi, che controllavano una vasta area compresa tra l'Iran orientale e la Transoxiana, con capitale Bukhara. Come le altre dinastie islamiche, questi si erano avvalsi di mercenari turchi, i cui capi, come ricompensa, ricevevano territori conquistati. 
Tra questi vi era l'avo di Maḥmūd, Alp Tigin, che si era stabilito a Ghazna, nello Zabulistan. Suo successore fu il genero Sabuktigin di Ghazna, che ampliò il piccolo dominio ghaznavide a danno degli stessi Samanidi, conquistando alcune zone del Belucistan e del Tokharistan. Suo figlio Maḥmūd avrebbe fatto molto di più, costituendo un impero che andava dal mar Caspio fino al Gange.

## Biografia
Maḥmūd nacque nel 971 a Ghazni, figlio del signore della città, Sabuktigin di Ghazna. Fin dall'adolescenza accompagnò il padre nelle sue spedizioni militari: a 14 anni partecipò alla campagna oltre l'Indo, contro Jayapāla, raja di Lahore, e nel 994 ottenne il governatorato del Khorasan, con il titolo di "Spada dello Stato". Però nel 996, alla morte del padre, il trono andò a Ismāʿīl, fratello di Maḥmūd ed erede designato. Maḥmūd gli propose di spartire il potere e, al suo rifiuto, lo attaccò e lo sconfisse nella battaglia di Ghazni del 998, cacciandolo in prigione e assumendo direttamente il potere. Nel medesimo anno, nominò Abū l-Ḥasan ʿAlī ibn Faḍl ibn Aḥmad al-Isfarāʾīnī quale suo visir, cui poi subentrò nel 1013 Ahmad Maymandi. Il suo primo atto dalla grande rilevanza fu quello di svincolare Ghazna dal vassallaggio con i Samanidi, per cui nel 999 sconfisse i battaglia il sultano samanide ʿAbd al-Malik.
Con questa vittoria non solo rese il suo piccolo Stato di fatto indipendente, ma ricevette dal califfato abbaside di Baghdad il riconoscimento del suo possesso del Khorasan, Iran e Afghanistan e del Sistan, oltre alla nomina di "braccio destro della dinastia" e "fiduciario della comunità islamica". Questi due titoli dettero a Maḥmūd il ruolo di difensore dell'Islam contro i popoli ritenuti infedeli del Punjab, che premevano ai confini orientali, autorizzandolo così ad espandere il suo dominio in quella direzione.
Già nell'anno 1000 il sovrano musulmano iniziò la sua prima campagna oltre l'Indo, territorio ove si era spinto il condottiero macedone Alessandro Magno e dove, nel corso del VII secolo, erano stati istituiti due potentati islamici nella regione del Sind, quelli di Manṣūra e di Multan. Nel corso di questa campagna, Maḥmūd arrivò fino alla zona montuosa a ridosso di Peshāwar, colpendo il raja di Seitan, Khalaf ibn Aḥmad, da cui ottenne la sottomissione e un cospicuo tributo.
Poco dopo, nel 1001, il sovrano ghaznavide invase con 15.000 cavalieri il territorio di Lahore, il cui rāja, Jayapāla, aveva costituito un esercito di 12.000 cavalieri, 30.000 fanti e 300 elefanti. In questo scontro, passato alla storia come battaglia di Peshāwar, tale schieramento non resistette però contro la carica dei cavalieri musulmani, che travolsero le file induiste con tanto impeto che i nemici si ritirarono, dopo aver lasciato sul campo 15.000 uomini. Jayapāla stesso fu preso prigioniero dopo che il suo elefante, terrorizzato dai colpi ricevuti dai guerrieri del signore ghaznavide, era fuggito disordinatamente. Il raja venne subito liberato, per farne un vassallo di Ghazna; ma l'orgoglioso sovrano indù, piuttosto che accettare una prospettiva del genere, preferì suicidarsi, allestendo un rogo e dandosi la morte, non prima di aver abdicato in favore del figlio, Ānandapāla.
Questi decise di proseguire la resistenza ad oltranza già perseguita dal padre, ribellandosi al dominio ghaznavide: nel 1005 allora Maḥmūd arrivò con le sue armate fino a Bhera, sull'Idaspe (odierno Jehlum), costringendo il rāja a riparare nel Kashmir. Più a sud, nel 1006, il condottiero islamico intervenne anche contro regni già islamizzati, con il pretesto che il sultano di Multan, Dāwūd, fosse di orientamento sciita, cosa vigorosamente osteggiata dal sunnismo. A nord, nel frattempo, il territorio ghaznavide del Khorgstan era stato invaso dal Khan Naṣr I di Transoxiana, cognato di Maḥmūd, il quale, con un repentino dietro-front dall'India settentrionale, ricacciò oltre il Syr Darya (Iassarte) gli invasori, che ritornarono però con forze più consistenti, con il risultato di essere nuovamente sconfitti a Balkh. 

Poco tempo dopo, nel 1009, dopo una breve campagna contro Multan, il sovrano di Ghazna intraprese un'ennesima guerra contro Ānandapāla, il quale era riuscito a coinvolgere i sette principali raja della regione nella rivolta contro il dominio islamico. Alcuni di essi avevano condotto personalmente il proprio esercito, altri inviarono solo dei contingenti. Si trattava comunque di un'armata enorme, tanto che, si disse, le donne indiane avevano venduto i propri gioielli per costituirla. Le forze indù si schierarono tra Und e Peshāwar per impedire a Maḥmūd l'entrata nella regione, ed erano talmente numerosi che il sultano non osò attaccare. 
I due eserciti si fronteggiarono pertanto per quaranta giorni, dopo di che i fanti indiani partirono all'offensiva, con un vigoroso attacco che, approfittando del loro fronte più esteso, si concentrò sui fianchi nemici. In grave difficoltà, Maḥmūd stava per ordinare la ritirata, quando gli elefanti indiani, spaventati dal lancio continuo di proiettili, si spaventarono e fuggirono, scompaginando i ranghi dell'esercito dei rāja e lasciandolo senza protezione. I soldati indù allora, nella più completa confusione, si diedero alla fuga, finendo preda della cavalleria musulmana, spedita dal comandante alle spalle dello schieramento nemico con una manovra aggirante.
La vittoria ottenuta consentì dunque a Maḥmūd di avanzare verso la fortezza di Bhavan, espugnata con un solo assalto, e di depredare il ricco tempio di Kangra, che cedette dopo una settimana di assedio. Il sovrano musulmano ritornò in India nel 1011, quando, dopo aver soffocato una ribellione guidata da Moḥammed ibn Sūr nel territorio afgano di Ghur, affrontò il raja di Delhi, guadagnandosi l'ingente bottino del tempio di Thanesar.
Un'altra significativa campagna bellica avvenne nel 1013, contro il signore di Peshāwar, Bhim, detto "Senza paura", il quale fu sconfitto e si rifugiò nel Kashmir, dando così a Maḥmūd la possibilità di mettere le mani sulla ricca e fertile pianura del Gange. Il nuovo scacchiere operativo lo impegnò fino al 1015, periodo in cui saccheggiò la roccaforte induista di Thansar, tra il Sutlej e lo Jumna, meditando però di spingersi oltre, verso l'Indostan. Malgrado questo, negli anni successivi Maḥmūd di Ghazna fu costretto a guardare ad occidente, dove tra l'altro la fede sciita dei Buwayhidi, "protettori" del califfato sunnita abbaside, gli permetteva di ostentare la sua qualità di campione del sunnismo anche in quel settore. 

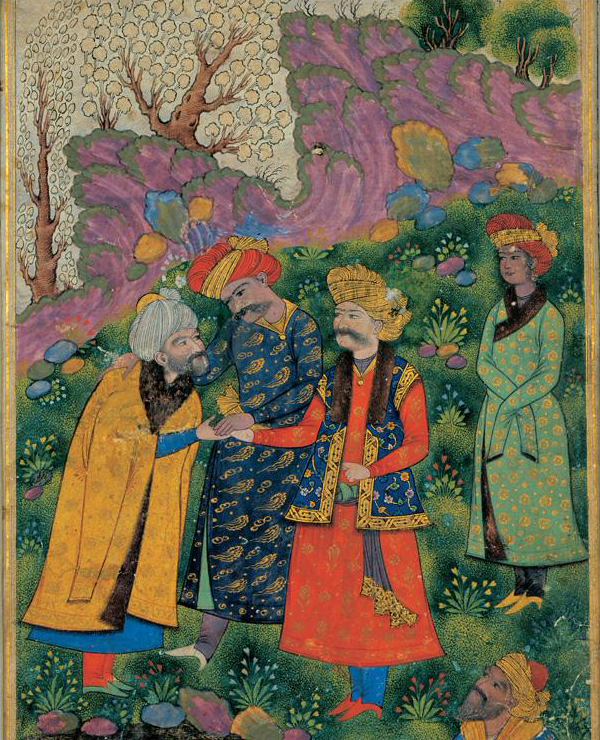
Mahmud e Ayaz ricevono lo scià ʿAbbās I.

L'occasione giunse con la ribellione di suo cognato Mamtin, sovrano del Khwārezm, a sud del lago d'Aral: tra il 1016 e il 1017 il condottiero operò contro il ribelle, il cui territorio sottrasse all'influenza di Baghdad, insediandovi un nuovo governatore. Però, già nel 1018 la progettata spedizione nell'Indostan era già pronta. Nel corso di tale campagna Maḥmūd conquistò le città di Mathura, sullo Jumna, e Bindraban, quindi espugnò in un solo giorno la città di Kannauj sul Gange, il cui sistema difensivo era costituito da sette fortezze. I frutti della spedizione furono, oltre a un ingente bottino, 50.000 schiavi. Il sultano musulmano tornò nella regione nel 1019 e nel 1022, per tutelare il raja di Kanauj, che si era convertito all'Islam, divenendo suo vassallo, ed era divenuto preda delle mire espansionistiche dei vicini dinasti Shāhī, i raja di Kalinjar e di Gwalior, che furono entrambi sconfitti sul campo. Un colpo durissimo all'Induismo nell'India settentrionale tuttavia avvenne con la spedizione del 1025: Maḥmūd di Ghazna condusse il suo esercito da Multan attraverso il deserto di Rajputana, valendosi solo di cavalli e cammelli, raggiungendo in pochissimo tempo il tempio/fortezza di Somnāth, lungo la costa occidentale della penisola indiana.
Dato che i vari raja indiani non erano riusciti ad arrivare in tempo, il caposaldo era difeso solamente dai bramini, i sacerdoti indù, che furono tutti massacrati dopo che i guerrieri musulmani avevano scalato le mura con scale e funi. Oltre a racimolare un immenso bottino, il sultano ghaznavide, malgrado le suppliche e le preghiere dei raja indù, distrusse con la sua spada le rappresentazioni degli idoli induisti e ne fece portare i resti a Ghazna, dove, simbolicamente, li fece interrare sotto il pavimento della Grande Moschea, affinché i fedeli potessero calpestarli. L'ultima discesa in India avvenne nel 1027, dopo di che Maḥmūd si dedicò alle sue mire ad occidente. Nei tre anni che gli rimasero dai vivere, il sultano sottrasse ai Buwayhidi vaste aree di controllo, impossessandosi di Raji e Esfahan in Persia, e di Hamadan in quella che era l'antica Media (all'epoca Jibāl).
Dovunque, nei territori musulmani, Maḥmūd era visto come il difensore della fede, fatto che provocò molto scontento nei confronti dei protettori del califfato, già in difficoltà di fronte all'espansione da sud dei Fatimidi sciiti d'Egitto.
Morì però nel 1030, a soli 58 anni, prima di riuscire a estendere il suo controllo su tutta la Mesopotamia. La sua opera fu proseguita dal figlio Masʿūd, che però dovette fronteggiare l'avanzata dei turchi Selgiuchidi, la cui azione sottrasse ai Ghaznavidi gran parte dei territori iranici, spostandone il baricentro sull'India settentrionale, dove Lahore avrebbe sostituito Ghazna come fulcro del regno ghaznavide fino a che la dinastia non fu soppiantata nel 1187 dai Ghuridi.